# Renova, Mississippi
Renova är en kommun (town) i Bolivar County i Mississippi. Vid 2020 års folkräkning hade Renova 676 invånare.